# Tubeporina
Tubeporina es un género de foraminífero bentónico de la familia Tuberitinidae, de la superfamilia Parathuramminoidea, del suborden Fusulinina y del orden Fusulinida. Su especie tipo es Tubeporina gloriosa. Su rango cronoestratigráfico abarca el Givetiense (Devónico medio).

## Discusión
Clasificaciones más recientes incluirían Tubeporina en el suborden Parathuramminina, del orden Parathuramminida, de la subclase Afusulinina y de la clase Fusulinata.

## Clasificación
Tubeporina incluye a las siguientes especies:
- Tubeporina biloculata †
- Tubeporina caudata †
- Tubeporina gloriosa †
- Tubeporina juferevi †
- Tubeporina magnifica †
- Tubeporina tenue †
- Tubeporina umbilicata †

Otra especie considerada en Tubeporina es:
- Tubeporina polydermoides †, de posición genérica incierta